# Zofia Augusta Anhalt-Zerbst
Sophie Auguste (ur. 9 marca 1663 w Zerbst, zm. 14 września 1694 w Weimarze) – księżniczka Anhalt-Zerbst oraz poprzez małżeństwo księżna Saksonii-Weimar. Pochodziła z dynastii askańskiej.
Urodziła się jako trzecia córka (jedenaste spośród piętnaściorga dzieci) księcia Anhalt-Zerbst Jana VI i jego żony księżnej Zofii Augusty. 
11 października 1685 w Zerbst poślubiła księcia Saksonii-Weimar Jana Ernesta III. Para miała pięcioro dzieci:
- księcia Jana Wilhelma (1686-1686)
- Ernesta Augusta I (1688-1748), kolejnego księcia Saksonii-Weimar
- księżniczkę Eleonorę Krystynę (1689-1690)
- księżniczkę Joannę Augustę (1690-1691)
- księżniczkę Joannę Szarlottę (1693-1751)